# Đằng Lệ Danh
Đằng Lệ Danh (phồn thể: 滕麗名, tên cũ là Đằng Lệ Minh, sinh ngày 20 tháng 1 năm 1976), tên tiếng Anh là 'Joyce Tang, là một nữ diễn viên người Hồng Kông. Cô gia nhập vào làng giải trí qua một cuộc thi ca hát năm 1995 và sau đó trở thành diễn viên độc quyền của hãng TVB.

## Tiểu sử và sự nghiệp
- Đằng Lệ Danh học tại trường Tiểu học SKH Kei Sum và trường Cao đẳng Buddhist Hung Sean Chau Memorial. Sau khi tốt nghiệp năm 1994, cô làm Phóng viên Cảnh sát tức Tổng đài 999, nhưng sau đó đã nghỉ việc vì túc trực điện thoại quanh năm khiến cô mệt mỏi.
- Năm 1995, Đằng Lệ Danh tham gia cuộc thi ca hát dành cho tân binh do TVB tổ chức, qua các phần thi loại từng người thì cuối cùng cô cũng lọt vào top 8 với ca khúc 《愛與痛的邊緣》. Nhưng cuối cùng cô không thể lọt vào vòng chung kết do thể trạng kém, và bên cạnh đó cũng không thể có được hợp đồng Nghệ sĩ thu âm. Cô cũng là ca sĩ duy nhất không thể ra album trong cuộc thi ca hát tân binh năm đó. Sau đó cô tham gia Khoá đào tạo Nghệ sĩ TVB lần thứ tám. Sau khi tốt nghiệp lớp đào tạo, Đằng Lệ Danh thường được giao những bài hát Thiếu nhi vì chất giọng trong trẻo và đáng yêu rất phù hợp. Mặc dù không thể góp mặt trong chiến trường trở thành ca sĩ trong làng nhạc Hồng Kông nhưng giọng hát của cô vẫn được đánh giá khá cao. Nhờ vậy cô trở thành ca sĩ chính của các bài hát Thiếu nhi nổi tiếng đến tận hiện tại.
- Năm 1996, các bài hát Thiếu nhi mà Đằng Lệ Danh hát đều đã được phát hành bao gồm 《魔法咕嚕咕嚕》、《齊來動腦筋》、《女巫學飛天》và《陽光不斷照》.  Trong số đó, "Magic Guru Guru" là bài hát chủ đề tiếng Quảng Đông của phim hoạt hình "Guru Guru Magic Array" - đã trở thành bài hát nổi tiếng nhất một khoảng thời gian dài và ăn sâu vào lòng người. Hầu hết tuổi thơ của các thính giả lớn tuổi đều được gắn liền với bài hát này và vẫn còn đang phát triển mạnh cho đến hiện tại. Cụ thể là tháng 9 năm 2021, TVB đã tổ chức một show tạp kĩ《兒歌金曲SUMMERFEST》quy tụ dàn ca sĩ, diễn viên, diễn viên lồng tiếng và các bé Thiếu nhi cùng ôn lại các ca khúc tuổi thơ. Đằng Lệ Danh một lần nữa quay trở lại sân khấu sau nhiều năm không ca hát và trình diễn ca khúc《魔法咕嚕咕嚕》Magic Guru Guru lừng danh một thời.
- Năm 1997, Đằng Lệ Danh đã giành được giải Top 10 bài hát vàng trong Lễ trao giải Giai điệu vàng ca khúc Thiếu nhi 《1997年度兒歌金曲頒獎典禮》với “Magic Guru Guru”. Và năm 1998, cô đã giành được giải Top 10 bài hát vàng tại Lễ trao giải Giai điệu vàng ca hát Thiếu nhi 1998 《1998年度兒歌金曲頒獎典禮》 với "The Witch learns to Flying". Sau loạt thành công vang dội, nhưng cô lại quyết định dừng việc ca hát ở đây và chăm lo cho sự nghiệp diễn xuất của mình.
- Năm 1996, Đằng Lệ Danh bắt đầu sự nghiệp đóng phim của mình. Bộ phim đầu tiên cô tham gia là "Lost and Found 1996" 《天涯海角》, kỹ năng diễn xuất khi đó của cô còn rất non nớt và chỉ nhận được vai phụ nhỏ thôi. Tháng 8 cùng năm, cô tham gia bộ phim hài tình huống Sitcom “Nghĩa nặng tình thâm” cùng các diễn viên gạo cội lúc bấy giờ như Tô Ngọc Hoa, Lý Tư Kỳ, Lưu Đan,... Khi hợp tác cùng những diễn viên có tiếng tăm trong nghề như vậy thì một người mới như cô cũng bị lép vế trong mắt khán giả. Cụ thể là lần lượt các phim “Sư tử hà đông” “Tiền là tất cả” và “Huynh đệ song hành” Nhưng Đằng Lệ Danh vẫn luôn cố gắng từng ngày và chứng minh cho khán giả thấy được sự biến hoá nhân vật của cô. Trong bộ phim điện ảnh 《四個32A和一個香蕉少年》vào năm 1996, cô đã hoá thân thành một cô nàng tomboy cực kì ga-lăng và nhờ vào sự diễn xuất chân thật ấy, cô cũng đã gặt hái được thành công đầu tiên trong sự nghiệp diễn xuất khi độ nhận diện trong mắt công chúng ngày một rộng hơn. Nhờ vào sự kiên trì và bùng nổ diễn xuất, vào năm 1997 cô nhận được vai nữ chính đầu tay trong bộ phim “Chân mạng thiên sư” khi hợp tác cùng tài tử Huỳnh Trí Hiền và Trương Gia Huy, vai chính song song với các diễn viên Mai Tiểu Huệ, Nguyễn Triệu Tường và đóng cặp cùng nam ca sĩ - diễn viên Lý Khắc Cần trong bộ phim “Số mệnh người đàn bà” hoặc tên khác “Định mệnh 1998”.
- Năm 1998, nỗ lực và kỹ năng diễn xuất của Đằng Lệ Danh đã được nhà sản xuất Quảng Nghiệp Sinh đánh giá rất cao, cô may mắn được đảm nhận vai chính trong bộ phim truyền hình "Lực lượng phản ứng" do anh sản xuất. Đằng Lệ Danh vào vai nữ cảnh sát Hồng Kông đầu tiên nổ súng khi đang thi hành nhiệm vụ tuần tra Trần Tam Nguyên và có mối quan hệ thân thiết với nữ cảnh sát cầm súng đầu tiên vào thời điểm đó Chu Tố Nga (Quan Vịnh Hà). Cùng nhau đảm nhận vai chính với nam diễn viên Nguỵ Tuấn Kiệt và Âu Dương Chấn Hoa. Tác phẩm này là kiệt tác đầu tiên bùng nổ thu hút của khán giả của Đằng Lệ Danh kể từ khi cô ra mắt. Với vai diễn có phần ít thời lượng lên hình hơn so với Quan Vịnh Hà nhưng Đằng Lệ Danh cũng không hề bị lép vế mà còn thậm chí được đánh giá diễn xuất giỏi ngang tài đàn chị. Sau khi bộ phim được phát sóng, nhờ chất lượng kịch bản cao, dàn dựng nghiêm túc, vai diễn nữ cảnh sát của Đằng Lệ Danh đã trở nên nổi tiếng và một bước đưa cô lên hàng top diễn viên nữ vừa có tài vừa có sắc. Đồng thời được đề cửa hàng loạt giải thưởng liên quan đến bộ phim với điểm IMDb 8.3/10.
- So với những sinh viên tốt nghiệp cùng lớp đào tạo, cô là người được đánh giá là xuất sắc nhất và là diễn viên có khả năng phát triển nhất. Nhờ vậy, cô được góp mặt với vai chính xuyên suốt 4 phần của Series Lực lượng phản ứng. Có thể nói, đây là khoảng thời gian hào nhoáng nhất đối với sự nghiệp của Đằng Lệ Danh khi cô và bạn diễn Nguỵ Tuấn Kiệt “phim giả tình thật”. Chuyện tình đẹp này được cả giới giải trí Hồng Kông săn đón dữ dội lúc bấy giờ và khiến cho tên tuổi của cặp đôi ngày một phát triển. Với lượng người hâm mộ hùng hậu, cả Đằng Lệ Danh và Nguỵ Tuấn Kiệt được nhà đài ưu ái liên tiếp đóng cặp với nhau qua các bộ phim “Tuyết sơn phi hồ 1999” và “Bóng vua”.
- Nhắc đến “Tuyết sơn phi hồ 1999”, có thể nói mọi người đều ấn tượng với vai diễn Nhiếp Tang Thanh của cô. Diễn xuất của Đằng Lệ Danh thật sự được phát triển cực kì dữ dội khi thể hiện được những hỉ, nộ, ái, ố một cách rõ nét mà khiến cho người hâm mộ không khỏi đau xót cho sự kết thúc của nhân vật này. Đồng thời, đây cũng là vai diễn Kiếm hiệp Cổ trang đầu tiên của cô. Bên cạnh đó, trong bộ phim “Ỷ Thiên Đồ Long Ký (phim 2000)” một lần nữa cô được đảm nhận vai nữ kiếm hiệp. Đằng Lệ Danh gây cho khán giả sự bất ngờ khi đóng cả 2 vai Kỷ Hiểu Phù (mẹ) và Dương Bất Hối (con) nhưng vẫn khắc hoạ rõ nét 2 tính cách nhân vật. Tuy tạo hình khiến cho khán giả dễ nhầm lẫn nhưng đối với diễn xuất của Đằng Lệ Danh là không gì không thể. Chỉ là nhân vật phụ trong phim nhưng đất diễn của cô lại không hề ít, mà còn đọng lại sự lưu luyến trong lòng khán giả. Bộ phim này đã đạt rating cao thứ hai trong năm với IMDb 8.2/10.
- Vì đã thể hiện xuất sắc trong 2 phần "Lực lượng phản ứng" trước đó, Đằng Lệ Danh tham gia phần 3 và phần 4 với một Tam Nguyên cấp cao hơn và đồng hành cùng lính mới Vệ Anh Tư. Với sự hợp tác cùng Thái Thiếu Phân, bộ phim đã giành được nhiều lời khen ngợi một lần nữa. Series đắt khách này quy tụ dàn diễn viên gạo cội và lối diễn xuất đi vào lòng người nên Đằng Lệ Danh đã thực sự xứng đáng với những giải thưởng quý giá sau: giải 5 chung cuộc "2004 Astro Wah Lai Toi", "Nữ diễn viên yêu thích nhất", "Nữ nhân vật yêu thích nhất" trong "2004 Astro Wah Lai Toi". Đây là giải thưởng phim truyền hình lớn đầu tiên của cô và Series cũng đồng thời được ra mắt công chúng tại Đại lục - giúp cho tên tuổi của Đằng Lệ Danh nổi tiếng khắp Đại Lục và Hồng Kông.
- Năm 2001 cô được góp mặt trong bộ phim đình đám Cỗ máy thời gian với vai diễn nữ sát thủ Thiện Nhu. Với năng lực diễn xuất cùng nhiều lần đảm nhiệm vai diễn mạnh mẽ cá tính, một lần nữa Đằng Lệ Danh lại thành công xuất sắc trong vai diễn sánh vai cùng diễn viên Cổ Thiên Lạc, Tuyên Huyên, Quách Thiện Ni. Ngoài dàn vai chính được yêu mến thì khán giả không ai không biết đến Thiện Nhu với biệt danh “Tóc Chổi Chà”. Biệt danh này nổi tiếng đến mức nhắc đến Đằng Lệ Danh là sẽ liên tưởng đến ngay cô gái Tóc Chổi Chà không kém cạnh gì Tam Nguyên.
- Năm 2005, sau khi tên tuổi của cô được biết đến rộng rãi tại Đại Lục, Đằng Lệ Danh đã lọt vào mắt xanh của rất nhiều công ty điện ảnh, truyền hình và nhà sản xuất nơi đây. Cuối cùng, cô đã ký hợp đồng với Điện ảnh và Truyền hình Hairun 海潤影視成 để trở thành một nữ nghệ sĩ dưới sự bảo trợ của họ, góp mặt với vai nữ chính trong bộ phim "Gái xinh gấp gáp". Và một lần nữa Đằng Lệ Danh trở thành nữ chính trong loạt phim truyền hình "Lần theo dấu vết 2004" và "Tâm lý mê ảo" nhưng hai bộ phim này chỉ phát sóng các kênh khác, chưa được phát sóng trên TVB. Vì vậy, phần thể hiện của cô trong hai vở này hầu hết khán giả ít được biết đến.
- Cô được góp mặt vai chính trong bộ phim hài ăn khách “Phận nữ long đong” khi hợp tác cùng các vai chính song song Hàn Quân Đình, Ngũ Vịnh Vy, Uyển Quỳnh Đan... Cô vào vai nhân vật nữ cảnh sát lanh chanh, mê trai nhưng vẫn không thiếu phần mạnh mẽ Mã Tiểu Bảo (BoBo) là chị em thân thiết nhưng đôi khi đối đầu với ba nhân vật nữ chính còn lại và được khán giả yêu thích. Diễn xuất của cô đã được đề cử cho Nữ diễn viên chính xuất sắc nhất trong Lễ trao giải 萬千星輝賀台慶2005. Có thể thấy độ phổ biến của Đằng Lệ Danh không hề giảm sút bởi cô cho đến khi cô bất ngờ thông báo với giới truyền thông rằng mối tình đẹp như mơ của cô cùng Nguỵ Tuấn Kiệt đã kết thúc vào năm 2007. Mối tình kéo dài 9 năm này khiến tất cả mọi người đều nuối tiếc vì họ đang mong chờ một đám cưới thế kỉ đến từ hai người. Tuy nhiên khi biết được sự thật lý do cặp đôi này chia tay thì khán giả đều ủng hộ cho sự quyết định của cô và chúc phúc cho cô. Giúp Đằng Lệ Danh càng được yêu mến và cô không hề sa sút trong công việc khi đời tư xảy ra nhiều biến cố.
- Năm 2008, cô đóng vai kẻ nịnh bợ Cao Gia Bảo (CoCo) trong "Mẹ chồng khó tính II", vai diễn nữ phụ này đã để lại ấn tượng rất tốt và ăn sâu vào lòng người. Kỹ năng diễn xuất của cô một lần nữa được khẳng định và còn được đề cử giải "Nữ diễn viên chính xuất sắc nhất" trong Lễ trao giải 萬千星輝頒獎典禮2008. Sau khi cùng hợp tác với diễn viên Quách Chính Hồng qua bộ phim, cô và nam diễn viên đã bí mật hẹn hò nhau nhưng chưa từng thừa nhận trước giới truyền thông. Cô vẫn luôn cố gắng củng cố diễn xuất của mình và tránh mọi thị phi trên con đường sự nghiệp. Nhưng không lau sau đó cũng đã đường ai nấy đi khi giới truyền thông phanh phui anh và vợ cũ đã hạ sinh một đứa con, khiến Đằng Lệ Danh hết sức bất ngờ và lập tức chia tay. Có thể nói cuộc sống tình yêu của cô khá lận đận khi cả 2 người yêu cũ đều bội bạc. Tưởng chừng như đường tình duyên không mỉm cười với cô, nhưng cuối cùng cô cùng đã tìm được bến đỗ khi thông báo trên vòng bạn bè hôn lễ của cô cùng doanh nhân Chu Kiến Côn. Hai người đã hẹn hò qua lời giới thiệu của bạn bè, anh đã tranh thủ hoàn tất mọi thủ tục với vợ củ để có thể đường đường chính chính rước Đằng Lệ Danh về dinh.
- Từ năm 2009 đến 2010, các tác phẩm của cô như "Vua Bida", "Tỳ vết của ngọc" và "Nỗi đau người phụ nữ" với sự tiến bộ của mình, kỹ năng diễn xuất của Đằng Lệ Dann được đánh giá đã đạt đến mức thực lực. Điển hình là cô đã thử thách với vai diễn xấu xí lần đầu tiên trong vai cô gái với vòng một khủng và khuôn mặt xấu xí Dư Mạn Du (BiBi). Một lần với sự xuất hiện thành công của vai diễn này, độ nổi tiếng của Đằng Lệ Danh càng ngày càng tăng mạnh. Với màn thể hiện tuyệt vời trong "Nỗi đau nhất của phụ nữ", cô đã được đề cử trong "Nữ diễn viên chính truyền hình được yêu thích" trong Lễ trao giải 萬千星輝頒獎典禮2010.
- Năm 2012, Đằng Lệ Danh đóng vai người vợ tốt bụng và đức hạnh Lý Mạn Hoa trong bộ phim truyền hình "Quyết trạch nam nữ". Mạn Hoa luôn cố gắng xây dựng một gia đình hạnh phúc cùng Cao Hồng Chiêm (Tạ Thiên Hoa) nhưng anh đã để mắt tới cô gái cấp dưới Quan Gia Lạc (Chung Gia Hân). Cảnh phim nữ chính Quan Gia Lạc bị Mạn Hoa tát để dạy dỗ và cảnh cáo tránh xa người đàn ông có gia đình đã nhận được sự chú ý của khán giả và gây được tiếng vang lớn. Kỹ năng diễn xuất của Đằng Lệ Danh được khán giả đánh giá cao.  Xếp hạng của bộ phim này đạt kết quả khá tốt, và cao nhất là 40 điểm đã được xác nhận trong đêm chung kết.
- Vào tháng 8 năm 2013, Đằng Lệ Danh chính thức gia nhập đoàn phim "Mái ấm gia đình 1" với vai Dư Thắng Nam, nhưng đã chính thức rút lui khỏi đoàn sau khi xuất hiện hàng chục tập phim. Tháng 10 cùng năm, cô tham gia bộ phim truyền hình năm mới "Xuân hỷ tương phùng", đóng vai nữ diễn viên sắc sảo Quách Phi Phi. Cô đóng vai nữ chính song song cùng Thang Doanh Doanh và Tiết Gia Yến. Phim được phát sóng vào ngày 20 tháng 1 năm 2014 trong dịp Tết Nguyên Đán đã thu hút rất nhiều lời khen ngợi, bởi vai diễn với tính cách mạnh mẽ, đanh đá và các pha báo thù hài hước cùng Thang Doanh Doanh được khán giả yêu thích. Rating bộ phim cũng đạt kết quả tốt, cao nhất là 30 điểm.
- Năm 2014, cô lần đầu góp mặt trong Series hình sự ăn khách ICAC Investigatiors. Đây là bộ phim ngắn tập ra mắt mỗi 2 năm kể lại những câu chuyện có thật ngoài đời trong vấn nạn tham nhũng và cách thức điều tra của ICAC. Đằng Lệ Danh đồng thời góp mặt trong các bộ phim “Quý ông thời đại”, “Thiện nữ lạc hồn”, “Định mệnh 2016”, “Tòa án lương tâm”, Sitcom “Lời hứa vội vàng”. Có thể thấy với lịch phim dày đặc nhưng sự xuất hiện của cô vẫn chưa từng làm khán giả thất vọng.
- Cuối tháng 6 cùng năm 2016, Đằng Lệ Danh đóng vai Bảo Hân trong bộ phim truyền hình "Những người bạn” và cũng là lần thứ bảy hợp tác với Âu Dương Chấn Hoa. Cô đóng vai nữ chính song song và vai diễn của cô đã thu hút sự chú ý, để lại ấn tượng sâu sắc trong lòng khán giả, đồng thời, cô còn được yêu thích hơn cả nữ diễn viên chính Hồ Định Hân. Với kỹ năng diễn xuất tuyệt vời, Đằng Lệ Danh đã nằm top "Nhân vật nữ truyền hình được yêu thích nhất " " Nữ diễn viên phụ xuất sắc nhất" trong Lễ trao giải TVB Awards Presentation 2016. Cô đã giành được giải "Nhân vật truyền hình TVB được yêu thích nhất" và "Nữ diễn viên phụ TVB được yêu thích nhất" trong TVB Star Awards Malaysia 2016. Qua bao nhiêu nỗ lực, không được nhà đài ưu ái và đi lên bằng chính đôi chân của mình, cô cũng đã được đền đáp xứng đáng sau khoảng thời gian vắng bóng trong các buổi lễ trao giải.
- Sau khi kết hôn, Đằng Lệ Danh muốn hưởng thụ cuộc sống nhiều hơn cùng chồng nhưng vẫn theo đuổi sự nghiệp diễn xuất. Cô quyết định tham gia vào Sitcom “Mái ấm gia đình 4” từ năm 2017 vừa để giải trí, có thời gian rảnh nhiều hơn, vừa xuất hiện đều đều trên màn ảnh nhỏ cho các người hâm mộ của cô được thưởng thức. Đằng Lệ Danh trong vai Hùng Thượng Thiện - con gái của Hùng Thụ Căn (Lưu Đan) cùng loạt diễn viên Lữ Tuệ Nghi, Đơn Lập Văn, Thang Doanh Doanh... Trong phim, Hùng Thượng Thiện là một cô gái tài giỏi không nhược điểm, mạnh mẽ, mang danh hiệu “có thù ắt báo” khiến ai cũng phải khiếp sợ. Cô và anh chàng điệp viên Kim Thành Võ (Tạ Đông Mẫn) đang trà trộn vào trường học để điều tra. Không may bí mật này bị Cao Bách Phi (Thang Doanh Doanh) lộ ra ngoài khiến anh bị truy sát và qua đời, bỏ lại Hùng Thượng Thiện cùng đứa con Kinh Thành An (Châu Gia Lạc). Ban đầu cô luôn cố chấp rằng chồng mình sẽ quay trở về đoàn tụ nhưng  Triều Vỹ (Viên Văn Kiệt) đã làm cho cô thức tỉnh, đồng thời anh cũng mang lòng yêu cô. Hai người đến với nhau sau khi trải qua mọi biến cố và Hùng Thượng Thiện đã chấp nhận sự thật Kim Thành Võ đã qua đời. Câu chuyện vẫn còn tiếp tục và hiện ở phát sóng đến tập 1240 tại Việt Nam. Nhờ vào vai diễn này, Đằng Lệ Danh đã lọt vào top 5 "Nữ diễn viên phụ xuất sắc nhất" trong TVB Awards Presentation 2018, được đề cử là "Nhân vật nữ truyền hình được yêu thích nhất" trong TVB Awards Presentation trong ba năm liên tiếp 2018-2020.  Năm 2020, Đằng Lệ Danh lọt vào danh sách "Nữ diễn viên chính xuất sắc nhất" trong TVB Awards Presentation 2020 với vai diễn tương tự. Bản thân cô cũng không ngờ rằng vai diễn này lại mang đến hiệu ứng tốt như vậy vì ban đầu cô chỉ tham gia bộ phim để giải trí thư giãn. Nhưng Đằng Lệ Danh cũng không vì thế mà phớt lờ kĩ năng diễn xuất của mình, xuyên suốt bộ phim cô luôn khiến khán giả có những trận cười thoải mái qua các pha trả thù hài hước, và không kém phần cảm động đối với cuộc đời của nhân vật cô đảm nhận.
- Năm 2021, Đằng Lệ Danh quay lại tác phẩm đình đám “Lực lượng phản ứng 2021” cùng vai diễn Trần Tam Nguyên huyền thoại. Tuy nhiên cô chỉ góp mặt như một diễn viên khách mời và đồng hành cùng nam nữ chính Trần Hào, Tuyên Huyên,... Trong quá trình quay phim, cô đã bị chấn thương khi đi trượt tuyết nên phía nhà sản xuất đã cắt bớt những cảnh hành động để đảm bảo an toàn cho diễn viên, khiến vai diễn của cô càng ít phần xuất hiện. Hiệu ứng của bộ phim vẫn cao tuy đánh giá không tốt bằng 4 phần trước với điểm IMDb 7.3/10.
- Ngoài ra cô cũng tham gia hàng loạt bộ phim truyền hình tại Đại Lục và các show tạp kĩ do TVB tổ chức. Có thể thấy, độ phủ sóng và yêu thích của Đằng Lệ Danh không hề kém cạnh các Hoa Đán. Tuy nhiên cô vẫn thiếu đi một chút may mắn khi đến nay TVB vẫn không phong cho cô danh hiệu Hoa Đán khiến nhiều người tiếc nuối. Nhưng Đằng Lệ Danh cho biết cô không quan tâm các danh hiệu hay bản thân nhận những vai lớn nhỏ như thế nào, cô chỉ chuyên tâm làm thật tốt vai diễn của mình để mang lại cho khán giả những trải nghiệm tốt nhất khi thưởng thức.

## Đời tư
Vào ngày 7 tháng 12 năm 2013, Đằng Lệ Danh kết hôn với doanh nhân Chu Kiến Côn tại Thái Lan sau khoảng thời gian tìm hiểu và hẹn hò thông qua lời giới thiệu của bạn bè.

## Phim điện ảnh
| Năm  | Tên phim                            | Bản tiếng Anh                    | Vai diễn    |
| ---- | ----------------------------------- | -------------------------------- | ----------- |
| 1996 | Chân trời góc bể                    | Lost and Found                   | Mỹ          |
| 1996 | 四個32A和一個香蕉少年               | Those Were the Days              | Jackie      |
| 2002 | Ngục tù phong vân - Nhà thuyết giáo | Prison on Fire - Preacher        | A Yee       |
| 2002 | Hồ sơ tuyệt mật: Thế giới diệt vong | The Untold Story: The Lost World | Tammy       |
| 2004 | Chiến thắng thần Longma             | Longma Spirit Winner             | Hamur       |
| 2004 | 新东成西就                          | New East becomes West            | Li Xianglan |
| 2004 | 盜帥留香韋小寶                      |                                  | Tiểu Thanh  |
| 2010 | 72 Khách trọ                        | 72 Tenants of Prosperity         | Bà hàng xóm |
| 2021 | Cỗ máy thời gian (Tầm Tần Ký)       | Back to the Past                 | Thiện Nhu   |

## Phim truyền hình
| Năm       | Tên phim                                   | Tên phim tiếng Anh                        | Vai diễn                    | Ghi chú |
| --------- | ------------------------------------------ | ----------------------------------------- | --------------------------- | --- |
| 1995      | Nghĩa nặng tình thâm                       | A Kindred Spirit                          | Leung Bing Suet             | Vai nữ phụ |
| 1996      | Sư tử Hà Đông                              | Mutual Affection                          | A Hung                      | Khách mời (xuất hiện tập 1,7,8,19,20) |
| 1996      | Tiền là tất cả                             | Money Just Cant Buy                       | Sâm Gia Vân (Carman)        | Vai nữ phụ |
| 1997      | Huynh đệ song hành                         | Old Time Buddy                            | A Trân                      | Vai nữ phụ (xuất hiện tập 1,2,3,4,5,10) |
| 1997      | Chân mạng thiên sứ                         | Triumph Over Evil                         | Long Thanh Thanh            | Vai nữ chính |
| 1998      | Lực lượng phản ứng                         | Armed Reaction                            | Trần Tam Nguyên             | Vai nữ chính |
| 1998      | Thần thám Lý Kỳ                            | Old Time Buddy: To Catch A Thief          | Lina Diu Lý Na              | Vai nữ phụ |
| 1998      | Số mệnh người đàn bà                       | As Sure As Fate                           | Mộ Dung Phi                 | Vai nữ thứ chính |
| 1999      | Hồ sơ trinh sát IV                         | Detective Investigation Files IV          | Doãn Thu Nguyệt             | Vai nữ phụ (xuất hiện tập 13,14,15) |
| 1999      | Tuyết sơn phi hồ 1999                      | The Flying Fox of the Snowy Mountain 1999 | Nhiếp Tang Thanh            | Vai nữ phụ |
| 2000      | Lực lượng hải quan                         | A Matter of Customs                       | Elsa                        | Vai nữ phụ (xuất hiện từ tập 13) |
| 2000      | Lực lượng phản ứng II                      | Armed Reaction II                         | Trần Tam Nguyên             | Đề cử - Giải thưởng thường niên TVB cho Nữ diễn viên chính xuất sắc nhất Đề cử - Giải thưởng thường niên TVB cho đối tác yêu thích nhất - cùng Ngụy Tuấn Kiệt |
| 2001      | Ỷ Thiên Đồ Long Ký                         | The Heaven Sword & the Dragon Sabre 2000  | Dương Bất Hối / Kỷ Hiểu Phù | Vai nữ phụ |
| 2001      | Hương Sắc Tình Yêu                         | A Taste of Love                           | Sue                         | Đề cử - Giải thưởng thường niên TVB cho đối tác yêu thích nhất - cùng Mã Đức Chung |
| 2001      | Cỗ máy thời gian                           | A Step into the Past                      | Thiện Nhu                   | Đề cử - Giải thưởng thường niên TVB cho Nữ nhân vật được yêu thích nhất Giải thưởng thường niên TVB cho Nữ diễn viên chính xuất sắc nhất |
| 2001      | Lực lượng phản ứng III                     | Armed Reaction III                        | Trần Tam Nguyên             | Đề cử - Giải thưởng thường niên TVB cho Nữ diễn viên chính xuất sắc nhất Đề cử - Giải thưởng thường niên TVB cho đối tác yêu thích nhất - cùng Ngụy Tuấn Kiệt |
| 2002      | Thế giới muôn màu                          | Invisible Journey                         | Tina Trình Thi Mẫn          | Đề cử - Giải thưởng thường niên TVB cho Nữ diễn viên chính xuất sắc nhất |
| 2003      | Nhân chứng (Bức màn bí mật 2)              | Witness to a Prosecution II               | Dương Đan Phụng             | Đề cử - Giải thưởng thường niên TVB cho Nữ diễn viên chính xuất sắc nhất Đề cử - Giải thưởng thường niên TVB cho đối tác yêu thích nhất - cùng Âu Cẩm Đường |
| 2003      | Ông bố vợ phong lưu                        | The Driving Power                         | Hồng Liên                   | Đề cử - Giải thưởng thường niên TVB cho Nữ diễn viên chính xuất sắc nhất Đề cử - Giải thưởng thường niên TVB cho đối tác yêu thích nhất - cùng Trịnh Thiếu Thu |
| 2003      | Mong manh cuộc tình                        | Ups and Downs in the Sea of Love          | Christine Đinh Gia Gia      | Đề cử - Giải thưởng thường niên TVB cho Nữ diễn viên chính xuất sắc nhất Đề cử - Giải thưởng thường niên TVB cho đối tác yêu thích nhất - cùng Trương Gia Huy |
| 2004      | Lần theo dấu vết                           | Summer Heat                               | Celine Thủy Ninh            | Vai nữ chính |
| 2004      | Lực lượng phản ứng IV                      | Armed Reaction IV                         | Trần Tam Nguyên             | Đề cử - Giải thưởng thường niên TVB cho Nữ diễn viên chính xuất sắc nhất Đề cử - Giải thưởng thường niên TVB cho đối tác yêu thích nhất - cùng Ngụy Tuấn Kiệt |
| 2005      | Bóng vua                                   | The Prince's Shadow                       | Phú Sát Hoàng hậu           | Đề cử - Giải thưởng thường niên TVB cho Nữ diễn viên phụ xuất sắc nhất (Top 10) Đề cử - Giải thưởng thường niên TVB cho nữ diễn viên tiến bộ nhất |
| 2005      | Phận nữ long đong                          | Women on the Run                          | Bobo Mã Tiểu Bảo            | Đề cử - Giải thưởng thường niên TVB cho Nữ diễn viên chính xuất sắc nhất |
| 2006      |                                            | Below the Lion Rock 2006                  |                             | |
| 2006      | Tâm lý mê ảo                               | Placebo Cure                              | Ứng Linh San                | Vai nữ chính |
| 2008      | Mẹ chồng khó tính II (Mẹ chồng nàng dâu 2) | Wars of In-Laws II                        | Coco Cao Gia Bảo            | Đề cử - Giải thưởng thường niên TVB cho Nữ diễn viên phụ xuất sắc nhất (Top 10) |
| 2008      | Cái giá của danh vọng                      | Wasabi Mon Amour                          | Đàm Bảo Bảo                 | Vai nữ phụ |
| 2008      | Nữ hoàng cổ phiếu                          | The Money-Maker Recipe                    | Cố Gia Trân                 | Vai nữ phụ |
| 2009      | Cao thủ Bida (Vua Bida)                    | The King of Snooker                       | Tiền Thao Thao              | Vai nữ phụ |
| 2009      | Người vợ thẩm phán II (Bà nhà tôi 2)       | Just Love II                              | Hà Tú Tú                    | Đề cử - Giải thưởng thường niên TVB cho Nữ diễn viên phụ xuất sắc nhất (Top 15) |
| 2010      | Tỳ vết của ngọc                            | Sisters of Pearl                          | Tô Lệ Thường                | Vai nữ phụ |
| 2010      | Hạnh phúc đắng cay (Nỗi đau người phụ nữ)  | Beauty Knows No Pain                      | Dư Mạn Du                   | Đề cử - Giải TVB cho Nữ nhân vật được yêu thích nhất (Top 15) |
| 2011      | Tòa án lương tâm                           | Ghetto Justice                            | Đệ Ngũ Đình                 | Đề cử — Giải thưởng thường niên TVB cho Nữ diễn viên phụ xuất sắc nhất (Top 15) |
| 2011-2012 | Lời hứa vội vàng                           | Til Love Do Us Lie                        | Kan Yik Dan (Mabel)         | Vai nữ thứ chính |
| 2012      | Ước mơ xa vời (Quyết trạch nam nữ)         | LEscargot                                 | Lý Mạn Hoa                  | Vai nữ phụ |
| 2013      | Quý ông thời đại                           | Awfully Lawful                            | Cố Gia Đình                 | Vai nữ thứ chính |
|           | Mái Ấm Gia Đình 1                          | Come Home Love                            | Dư Thắng Nam                | Vai nữ phụ (xuất hiện tập 320, 321, 325, 328, 339, 345, 367, 368, 385, 386) |
| 2014      | Xuân hỷ tương phùng                        | Queen Divas                               | Quách Phỉ Phỉ               | Đề cử - Giải thưởng thường niên TVB cho bài hát chủ đề được yêu thích nhất |
| 2014      | Đội điều tra liêm chính 2014               | ICAC Investigators 2014                   | Trương Vạn Phụng            | Vai nữ phụ (xuất hiện tập 3) |
| 2015      | Thiện nữ lạc hồn                           | My "Spiritual" Ex-Lover                   | Nghênh Xuân Hoa             | Vai nữ phụ |
| 2016      | Định mệnh                                  | Presumed Accidents                        | Jessie                      | Vai nữ phụ |
| 2016      | Những người bạn                            | House Of Spirits                          | Bảo Hân                     | Đề cử - Giải thưởng thường niên TVB cho Nữ nhân vật được yêu thích nhất Đề cử - Giải thưởng thường niên TVB cho Nữ diễn viên phụ xuất sắc nhất Đề cử - Giải thưởng thường niên TVB cho đối tác yêu thích nhất - cùng Lữ Tuệ Nghi |
| 2019      | Đội điều tra liêm chính 2019               | ICAC Investigators 2019                   | Flora                       | Vai nữ chính |
| 2021      | Lực lượng phản ứng 2021                    | Armed Reaction 2021                       | Sammy Trần Tam Nguyên       | Vai khách mời (xuất hiện tập 1 đến 5, 26 đến 30) |
| 2017-now  | Mái ấm gia đình 4                          | Come Home Love: Lo And Behold             | Hùng Thượng Thiện           | 2017: Đề cử - Giải thưởng thường niên TVB cho Nữ diễn viên phụ xuất sắc nhất 2018: Đề cử - Giải thưởng thường niên TVB cho Nữ diễn viên phụ xuất sắc nhất (Top 5) Đề cử - Giải thưởng Ngôi sao TVB cho Nữ diễn viên chính xuất sắc nhất (Malaysia và Singapore) 2019: Đề cử - Giải thưởng thường niên TVB cho Nữ nhân vật được yêu thích nhất 2020: Đề cử - Giải thưởng thường niên TVB cho Nữ diễn viên chính xuất sắc nhất Đề cử - Giải thưởng Ngôi sao TVB cho Nữ diễn viên chính xuất sắc nhất (Malaysia) Đề cử - Giải thưởng thường niên TVB cho Nữ nhân vật được yêu thích nhất |